# 名古屋臨海鉄道東港線
東港線（とうこうせん）は、愛知県名古屋市南区の笠寺駅から同区の東港駅までを結ぶ名古屋臨海鉄道の鉄道路線である。
東海道本線と名古屋臨海鉄道の中枢駅を結んでいる。

## 路線データ
- 管轄（事業種別）：名古屋臨海鉄道（第一種鉄道事業者）
- 路線距離：笠寺駅 - 東港駅間 3.8 km
- 軌間：1067 mm
- 駅数：2駅（起終点駅を含む）
- 複線区間：なし（全線単線）
- 電化区間：なし（全線非電化）
- 閉塞方式：自動閉塞式

## 運行形態
- コンテナ輸送用の高速貨物列車が1日2.5往復（下り3本・上り2本）、コンテナ輸送用の専用貨物列車が2往復、化学薬品輸送用の専用貨物列車が2往復、石灰石輸送用の専用貨物列車が2往復設定されている。
- その他、石灰石輸送用の臨時列車1往復、単機回送列車などが設定されている。

## 歴史
- 1965年（昭和40年）8月20日 - 開業。
- 1986年（昭和61年）11月1日 - コンテナ輸送開始。

## 駅一覧
- 括弧内は起点からの営業キロ。

笠寺駅（0.0km） - 東港駅（3.8km）